# Stephan Kabelac
Stephan Kabelac (* 10. März 1958 in Bremen) ist ein deutscher Wissenschaftler und Lehrstuhlinhaber des Instituts für Thermodynamik der Fakultät für Maschinenbau an der Gottfried Wilhelm Leibniz Universität Hannover bis zum 31. März 2025.

## Leben
Er ist der Sohn des Geologen Fritz Kabelac und Irmgard Kabelac.
Nach der schulischen Ausbildung zwischen 1964 und 1977 in Hamburg, Luanda in Angola, Darien in den USA und Ahrensburg absolvierte er den 14-monatigen Wehrdienst bei der deutschen Bundeswehr. Im Jahr 1978 begann er an der Universität Hannover das Maschinenbaustudium, welches er 1983 mit dem akademischen Grad Diplom-Ingenieur abschloss. Es folgte die erste Anstellung als wissenschaftlicher Mitarbeiter am Institut für Thermodynamik unter der Leitung von Hans Dieter Baehr. Während dieser Zeit entstand seine Dissertation mit dem Titel „Die Bewertung des Zeitverhaltens berippter Kreuzstrom-Wärmeübertrager“, die 1987 verteidigt wurde. Seine Habilitation „Zur Thermodynamik der Strahlung“ verfasste er am selben Institut und konnte diese 1991 erfolgreich abschließen.
Für knapp drei Jahre wechselte er anschließend in die Privatwirtschaft, um als Leiter der Forschungsgruppe Thermische Verfahrenstechnik bei der Bayer AG tätig zu sein. 1994 folgte die Ernennung zum Universitätsprofessor und Leiter des Instituts für Thermodynamik als Nachfolger von H. D. Baehr in Hannover. 2001 übernahm er das Institut für Thermodynamik der Helmut-Schmidt-Universität/Universität der Bundeswehr Hamburg. 2011 kehrte er als Leiter an das Institut für Thermodynamik der Gottfried Wilhelm Leibniz Universität Hannover in Hannover zurück.

## Forschung
Die Forschungsbereiche seines Instituts erstreckten sich von den Grundlagen der Thermodynamik über die Energiewandlung und Stoffdaten bis hin zur Wärmeübertragung.
Forschungsschwerpunkte des Instituts waren die thermodynamischen Kreisprozesse, Brennstoffzellen und Wasserelektrolyse, Wärme- und Stoffübertragung sowie Nanofluide und thermophysikalische Stoffdaten.

## Lehre
Die Lehrveranstaltungen umfassten Grundlagenlagenvorlesungen in Thermodynamik, Gemisch- und Prozessthermodynamik bis hin zu speziellen Vorlesungen wie beispielsweise Brennstoffzellen und Wasserelektrolyse. Das Lehrprinzip „Chalk and Talk“ wurde in diesen Lehrveranstaltungen umgesetzt. Neben der Kreide wurden aber auch elektronische Medien eingebunden. Neben den Lehrveranstaltungen fungierte er von 2016 bis 2020 als Studiendekan der Fakultät für Maschinenbau der Gottfried Wilhelm Leibniz Universität in Hannover.
Im Mai 2025 erhielt Stephan Kabelac den Lehrpreis für hervorragende Lehre im Jahr 2024 in der Kategorie „Motivation und Inspiration“ an der Leibniz Universität Hannover. Von 400 Nominierungen – so viele wie nie zuvor – gab es 6 Lehrpreise zu vergeben.

## Publikationen (Auswahl)
- J. Ahrendts, S. Kabelac: Das Ingenieurwissen: Technische Thermodynamik. Springer-Verlag, 2014, ISBN 978-3-642-41120-5.
- H. D. Baehr, S. Kabelac: Thermodynamik. Springer-Verlag, 2016, ISBN 978-3-662-49567-4.
- S. Kabelac: Die Berechnung des Zeitverhaltens berippter Kreuzstrom-Wärmeübertrager. Universität Hannover, 1987, DNB 881422215.
- S. Kabelac: Thermodynamik der Strahlung. Vieweg+Teubner-Verlag, 1994, ISBN 3-663-12474-6.
- S. Kabelac, D. Vortmeyer: VDI-Wärmeatlas. (Kapitel K1 bis K3), Springer-Verlag, 2013, ISBN 978-3-642-19982-0.

## Mitwirkung in wissenschaftlichen und technischen Gremien (Auszug)
- Herausgeber der Zeitschrift "Forschung im Ingenieurwesen", Springer-Verlag
- Mitglied des Leitungsgremiums der "International Heat Transfer Conferences"
- Ordentliches Mitglied der Akademie der Wissenschaften in Hamburg
- Mitglied im Wissenschaftlichen Arbeitskreis Technische Thermodynamik WATT e.V.